# Pandebono

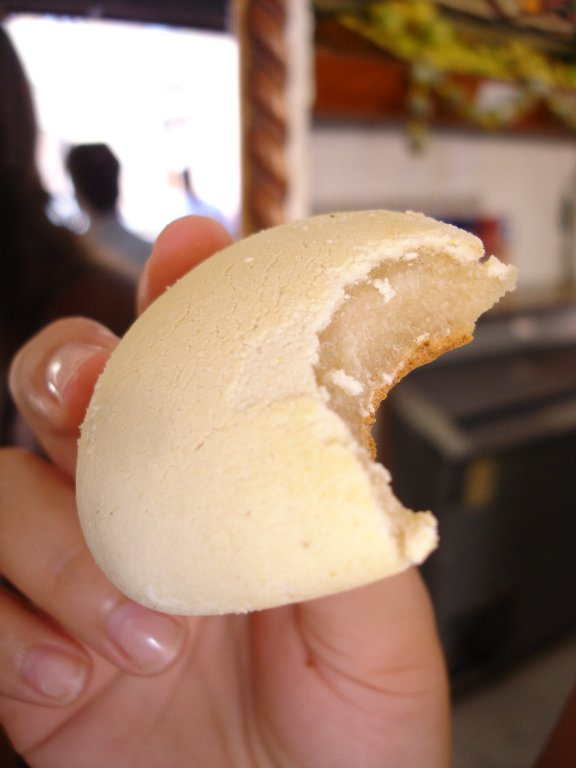
Pandebono a medio hornear

El pandebono es un amasijo característico del departamento del Valle del Cauca y que también se prepara en toda Colombia. Su origen es de la región del Valle del Cauca, en la antigua vía que conducía de Cali a Buenaventura. Aunque es llamado pan, no lo es en realidad. Se encuentra en forma redonda y de rosca, si bien el tradicional tiene forma de tira corta. En su preparación no se utiliza harina de trigo, sino fécula de maíz, junto con almidón de yuca fermentado, queso y huevo. Luego de amasarse, se forman pequeñas porciones, usualmente achatadas que posteriormente se hornean. Se utiliza para acompañar desayunos, meriendas en las tardes o en cualquier momento del día.

## Etimología
La versión está documentada por Edouard André en "América Equinoccial" publicado en "América Pintoresca" (Barcelona: Montaner y Simon,1884) tomo 3, p. 704, es que había en el camino entre Dagua y Cali un lugar llamado "la Hacienda El Bono" donde se preparó por primera vez este producto, en esta hacienda se hacía un pan que consumían los arrieros que iban de paso para Buenaventura y que todos conocían como ‘El pan de El Bono’. La tradición oral unió los términos para popularizarlo como ‘el pandebono’.
"El único comestible que se encuentra en las escasas viviendas junto al camino Dagua, es una especie de torta de maíz amasada con huevos, llamada por los arrieros Pan de Bono"
"Era consumido por todos, la gente que venía de trabajar compraba para tomar con café, porque en esos tiempos fue en los que se empezaba a sembrar mucho café por acá. Todo se bajaba con café."
Los registros históricos con algo de validez apuntan a que fue Genoveva, la matrona-cocinera de la hacienda el Bono, que buscando darle mayor valor alimenticio y sensorial al pan tradicional, le agregó almidón de yuca, luego maíz, y queso. Además, para los jornaleros, el pandebono representaba un alimento de mayor consistencia, a mitad de camino entre un entremés y una comida, capaz de aguantar en el morral todo un día. 